# Comisionado del Gobierno frente al Reto Demográfico
El Comisionado del Gobierno frente al Reto Demográfico o Comisionado del Gobierno para el Reto Demográfico fue un órgano unipersonal del Gobierno de España, dependiente orgánicamente del Ministerio de Política Territorial y Función Pública, encargado de la elaboración y el desarrollo de una estrategia nacional frente al reto demográfico y aquellas tareas que contribuyan a dar respuesta a la problemática del progresivo envejecimiento poblacional, del despoblamiento territorial y de los efectos de la población flotante.
El cargo estaba diseñado para desaparecer en el momento en el que cumpliese con los objetivos que le habían sido asignados, sin embargo, en sus tres años de vida no lo consiguió. Fue suprimido en enero de 2020, asumiendo sus funciones la Secretaría General para el Reto Demográfico.

## Funciones
Según el Real Decreto 40/2017 por el que se creó el cargo, correspondía al Comisionado del Gobierno:
- Elaborar y desarrollar una estrategia nacional frente al reto demográfico, que recoja el conjunto de propuestas, medidas y actuaciones necesarias para alcanzar el equilibrio de la pirámide poblacional, incluyendo tanto las que corresponden a la Administración General del Estado en el ámbito de sus competencias, como las que puedan resultar del apoyo y colaboración de las demás Administraciones Públicas en su respectivo ámbito de actuación.
- Impulsar y ejecutar las actuaciones previstas en el párrafo anterior y cuantas otras adopte el Gobierno en esta materia.
- Elevar informes periódicos al Gobierno sobre las actividades desarrolladas y los resultados obtenidos, así como cuantas propuestas considere necesarias para el adecuado cumplimiento de la función encomendada.
- Recibir de los distintos departamentos ministeriales y de los organismos públicos adscritos a los mismos, la información necesaria para el ejercicio de sus funciones.
- Recabar cuanta información resulte necesaria para el cumplimiento de sus funciones, y convocar cuantas reuniones se requieran a tal efecto.
- Canalizar y coordinar iniciativas propuestas por las Administraciones Públicas, así como por las organizaciones sectoriales y cualesquiera otras personas o entidades públicas o privadas.
- Participar en los trabajos de las comisiones, grupos de trabajo y órganos colegiados constituidos para hacer frente a las necesidades derivadas del fenómeno del desequilibrio poblacional.
- Cuantas otras funciones se le encomienden por el Gobierno o por la Ministra de Política Territorial y Función Pública.

## Grupos de Trabajo
El Comisionado del Gobierno podía acordar la constitución de grupos de trabajo para la asistencia técnica en el desempeño de sus funciones, que podían tener o no carácter permanente. En dichos grupos de trabajo se debían integrar, en todo caso, un representante de cada uno de los ministerios y organismos públicos estatales competentes en función de los asuntos a tratar. El Comisionado del Gobierno podía invitar a participar en las reuniones del grupo de trabajo a representantes de cuantas Administraciones Públicas, organismos y entidades públicas o privadas considere conveniente en atención a los asuntos que se vayan a abordar.

## Lista de Comisionados
| Imagen | Nombre                | Desde               | Hasta               |
|        | Edelmira Barreira Diz | 28 de enero de 2017 | 23 de junio de 2018 |
|        | Isaura Leal Fernández | 30 de junio de 2018 | 23 de marzo de 2019 |

## Críticas
El 20 de noviembre de 2017, el medio digital Sueldos Públicos denunció que la página web del Comisionado no mostraba ningún comunicado de prensa ni ninguna actividad de su titular, a pesar de llevar ya diez meses en el cargo. Al día siguiente, la web fue actualizada con la lista de eventos a los que había asistido Edelmira Barreiro.
En diciembre de 2017, el grupo socialista en el Congreso reclamó la comparecencia de Barreiro para informar sobre su trabajo y sobre la estrategia cuya elaboración le ha sido encomendada, ya que a esa fecha no habían recibido ninguna información.